# Terminator 2: Judgment Day (videogioco 1991 arcade)
Terminator 2: Judgment Day è un videogioco arcade di tipo sparatutto con pistola ottica pubblicato nel 1991 dalla Midway Games e basato sul film Terminator 2 - Il giorno del giudizio del 1991. Nel 1992-1993 venne convertito, con il titolo T2: The Arcade Game, per i computer Amiga e MS-DOS, per le console fisse Master System, Mega Drive e Super Nintendo, e per le console portatili Game Boy e Game Gear. Terminator 2: Judgment Day è omonimo di diversi altri titoli tratti dal film per varie piattaforme, ma di genere diverso.